# ماریسا ویجیانو
ماریسا ویجیانو (انگلیسی: Marisa Viggiano؛ زادهٔ ۵ فوریهٔ ۱۹۹۷) بازیکن فوتبال اهل ایالات متحده آمریکا است.
از باشگاه‌هایی که در آن بازی کرده‌است می‌توان به باشگاه فوتبال اورلندو پراید اشاره کرد.
وی همچنین در تیم ملی فوتبال زیر ۲۳ سال زنان ایالات متحده آمریکا بازی کرده‌است.